# Ларусс (издательство)
Ларусс (фр. Les Éditions Larousse) — французское издательство, основанное в 1852 году Пьером Ларуссом и Огюстеном Буайе. Издательство специализируется на издании справочной литературы (словари, энциклопедии).

## Деятельность
Кроме того, издательство публикует журналы по языкознанию, например научно-популярный журнал «Vie et langage», а также специализированные журналы «Langue française» и «Langages». В программе издательства также труды по языкознанию, выходящие в серии «Язык и речь» (фр. Langue et langage).
С 2004 года издательство «Ларусс» входит в издательский концерн «Ашетт» (Hachette).
С 13 мая 2008 года издательство предлагает в Интернете свободные словари и энциклопедии, которые могут дополняться пользователями по принципу Википедии.

## Некоторые издания
- Энциклопедический словарь Ларусс (Petit Larousse) — многократно переиздаваемая книга.
- Большая энциклопедия Ларусс (Grand Larousse Encyclopédique) — издана в 1960—1964 годах. Состоит из 10 томов, содержащих 150 тысяч статей.
- Гастрономическая энциклопедия Ларусс (Larousse gastronomique).
- Большой универсальный словарь XIX века[фр.] (1864—1890) — 15-томный. Был помещён в Индекс запрещённых книг католической церкви.
- Nouveau Dictionnaire illustré (1864), позже изменил название на Nouveau Larousse illustré[фр.] — издавался до 1939 года, и с 1950 по 1957 год.
- Larousse du XX siècle (1928) — 6-томный.